# Sancho I. (Portugal)

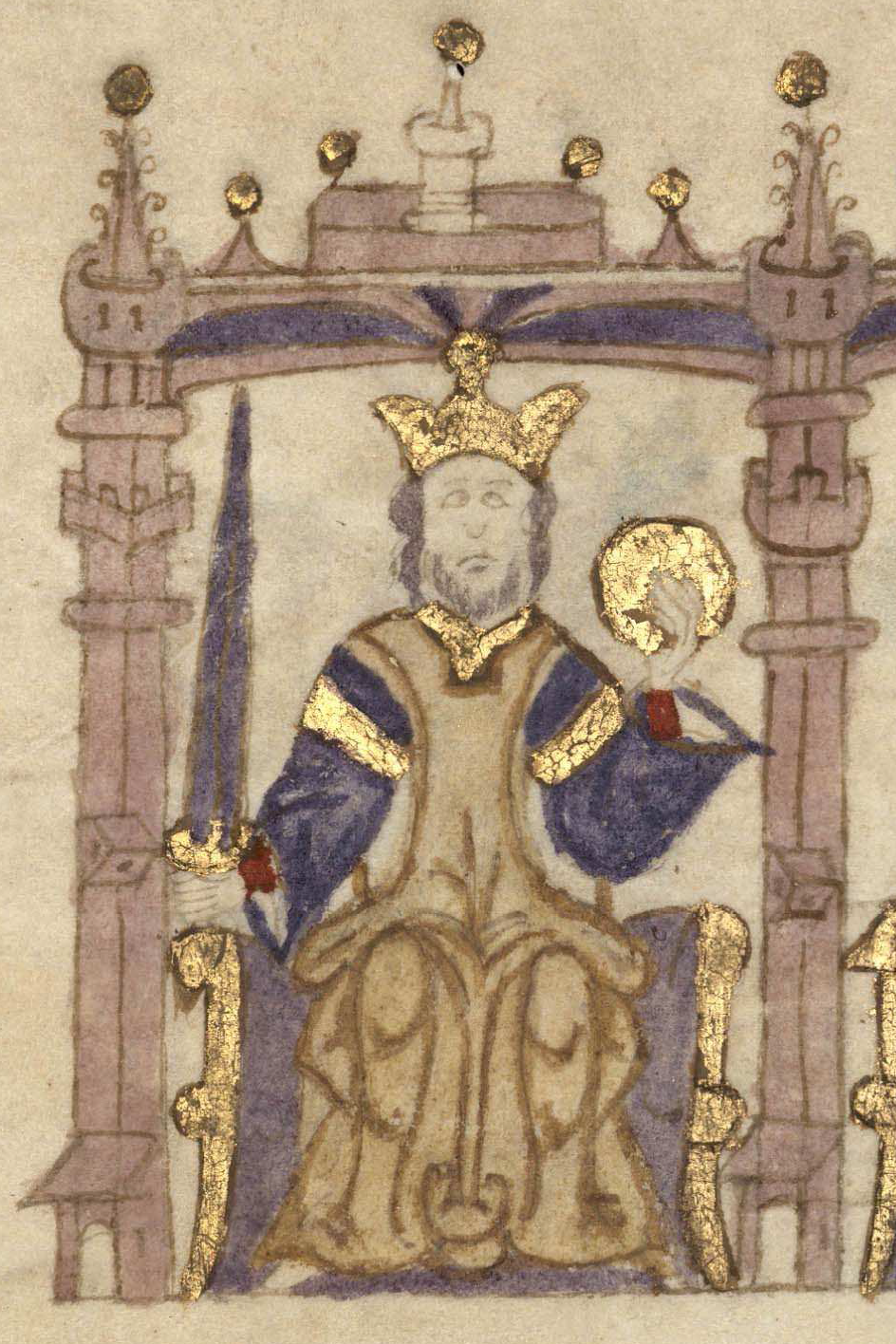
König Sancho I. von Portugal (Darstellung in der Compendio de crónicas de reyes aus dem frühen 14. Jahrhundert)

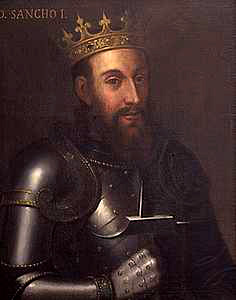
König Sancho I. von Portugal (frühneuzeitliche Fantasiedarstellung)

Sancho I. genannt der Besiedler (Dom Sancho I oder o Povoador) (* 11. November 1154 in Coimbra; † 26. März 1211 ebenda) war der zweite König von Portugal aus dem Hause Burgund.

## Leben
Sancho I. wurde als Sohn des Königs Alfons I. und der Königin Mathilde geboren. Nach dem Tode seines Vaters bestieg er 1185 den Thron. Er holte die Zisterziensermönche ins Land, die die von den Mauren zurückeroberten Gebiete besiedeln sollten, und eroberte 1189 Silves, die Hauptstadt der Mauren. Allerdings gingen die meisten dieser Eroberungen im nächsten Jahr wieder verloren. Über Auseinandersetzungen um die Gültigkeit der Ehe seiner Tochter Theresia mit König Alfons IX. von León, sowie über Lehnsrechte, begann eine Auseinandersetzung mit der katholischen Kirche, die 1195 das Interdikt über Portugal verhängte. Die Auseinandersetzung zwischen Monarchie und Kirche sollte fast zweihundert Jahre dauern und stellt gewissermaßen die portugiesische Variante des Investiturstreits dar.

Das Wappen der portugiesischen Könige von Sancho I. bis Sancho II.

## Familie
Sancho I. war mit Dulce von Barcelona verheiratet. Mit ihr hatte er folgende Kinder:
- Teresa (* um 1178; † 17. Juni 1250) ⚭ Alfons IX. von León
- Sancha (* 1180; † 13. März 1229), Äbtissin von Lorvão, 1705 seliggesprochen
- Raimundo (* ca. 1180; † 9. März 1189)
- Constança (* 1182; † 3. August 1202)
- Alfons II. (* 23. April 1185; † 25. März 1223)
- Pedro (* 23. Februar 1187; † 2. Juni 1258), Graf von Urgell und König von Mallorca ⚭ 1229 Aurembiaix, Gräfin von Urgell
- Fernando (* 24. März 1188; † 26. Juli 1233) ⚭ 1212 Gräfin Johanna von Flandern und Hennegau
- Branca (* 1192; † 17. November 1240), Herrin von Guadalajara
- Mafalda (* ca. 1200; † 1257) ⚭ 1215 Heinrich I. von Kastilien
- Berengaria (* um 1197; † 1221) ⚭ 1213 König Waldemar II. von Dänemark (Haus Estridsson)

Zusätzlich hatte er noch mehrere nichteheliche Kinder:
Aus seiner Beziehung mit Maria Pais de Ribeira:
- Rodrigo Sanches
- Gil Sanches
- Nuno Sanches
- Maior Sanches
- Teresa Sanches
- Constança Sanches

Aus seiner Beziehung mit D. Maria Aires de Fornelos:
- Martím Sanches, Graf von Trastâmara
- Urraca Sanches